# Kinesisk bulbyl
Kinesisk bulbyl (Pycnonotus sinensis) är en välkänd östasiatisk fågel i familjen bulbyler inom ordningen tättingar.

## Kännetecken

### Utseende
Kinesisk bulbyl är en medelstor (19 cm), ljudlig och lätt igenkännbar bulbyl. Nominatformen har en karakteristisk huvudteckning med svart hjässa och mustaschstreck, vit strupe, ett brett och vitt ögonbrynsstreck från bakom örat som möts i nacken samt en vit fläck på annars mörka örontäckare. Ovansidan är gråbrun, på manteln mot olivgrön och vingarna även kantade i olivgrönt. Undersidan är vitaktig med ljust gråbrunt band över bröstet, gulgrå buk och gulvita undre stjärttäckare.

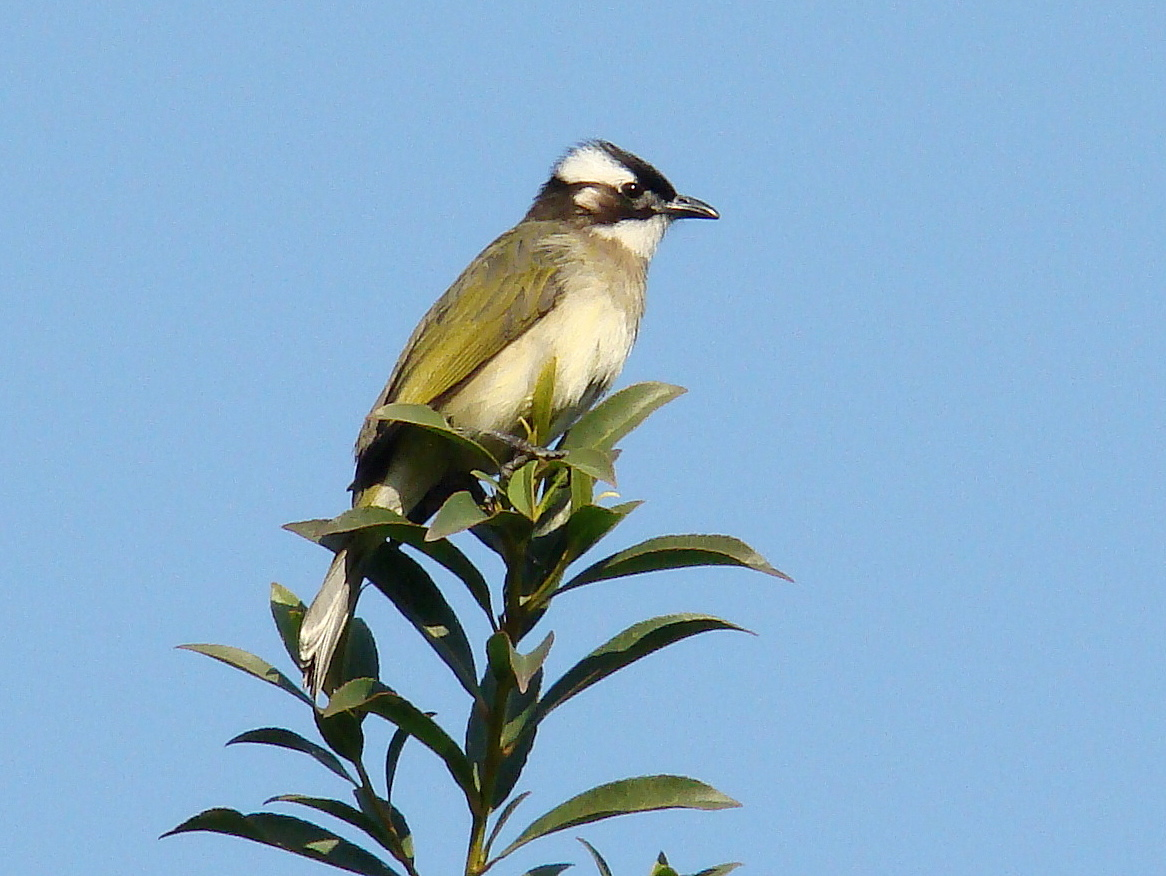

Övriga populationer skiljer sig något, framför allt i huvudteckning. Taxonet formosae på Taiwan är mörkare undertill, det ljusa bandet är begränsat till nacken och bröstbandet är mörkare grått. Sydliga hainanus saknar det ljusa bandet i nacken helt och den ljusa fläcken på örontäckarna är mindre.

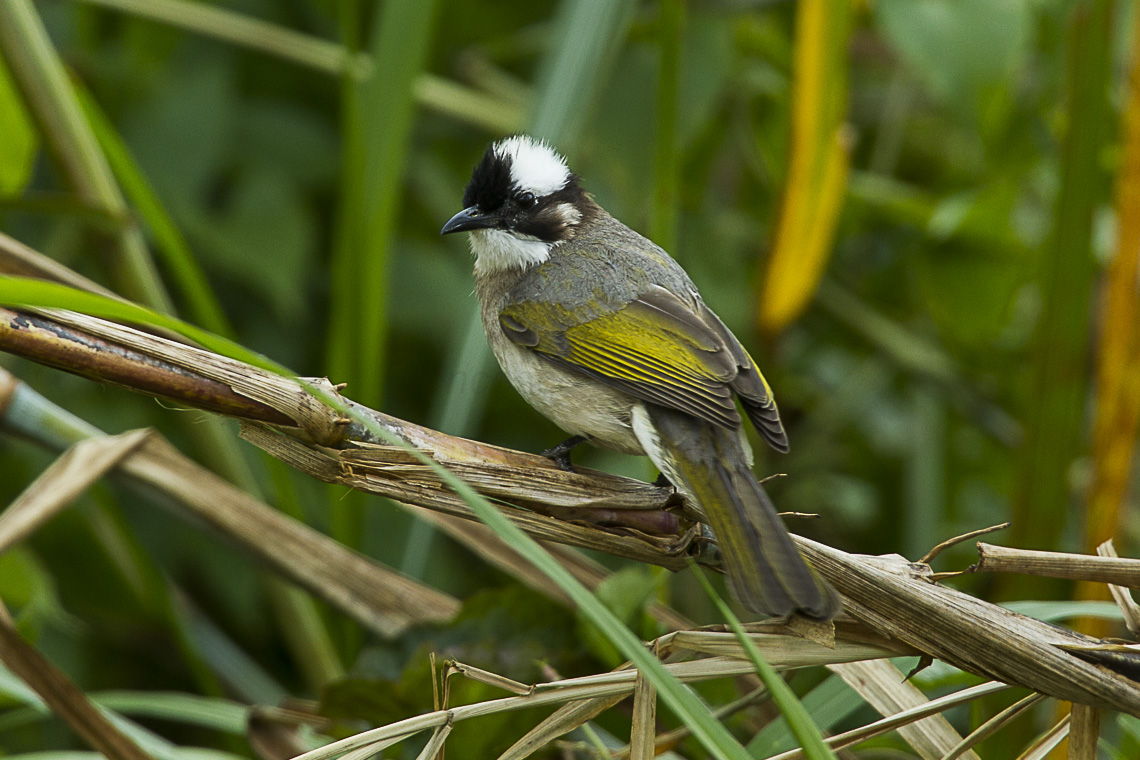
Kinesisk bulbyl på Taiwan.

### Läten
Lätena är typiskt bulbylartade med både hurtiga fraser och märkliga toner som är svåra att återge i ord. Även högljudda "tocc-tocc-tocc" hörs.

## Utbredning och systematik
Kinesisk bulbyl delas in i fem underarter med följande utbredning:
- Pycnonotus sinensis sinensis – förekommer centrala och östra Kina (Sichuan och södra Shaanxi), österut till Jiangsu och söderut till Guangxi, Guangdong och Fujian; även lokalt och isolerat i Beijing och Hebei). Delvis flyttfågel där vissa individer flyttar vintertid till centrala Vietnam, Hainan och Sydkorea
- Pycnonotus sinensis hainanus – förekommer i södra Kina (Guangdong och södra Guangxi), i norra Vietnam och på Hainan
- formosae/orii-gruppen
  - Pycnonotus sinensis formosae – förekommer på Taiwan
  - Pycnonotus sinensis orii – förekommer på södra Ryukyuöarna (Yonaguni och Ishigaki)

Kinesisk bulbyl är mycket nära släkt med taiwanbulbylen och vissa för formosae och orii istället till denna. I en genetisk studie föreslås att de istället bör lyftas ut till en egen art.

## Levnadssätt
Kinesisk bulbyl är en vanlig och ofta påträffad fågel i odlingsbygd, fruktträdgårdar, buskmarker, öppet skogslandskap och till och med inne i stadsparker och trädgårdar med större buskar. Den livnär sig av en rad olika sorters bär och frukt, men även insekter som ibland fångas i flykten. Den ses ofta sitta tydligt i busktoppar och samlas i stora flockar vintertid. Häckningen sker mellan april och juni men ibland så sent som i oktober.

## Status och hot
Arten har ett stort utbredningsområde och en stor population, och tros öka i antal. Utifrån dessa kriterier kategoriserar internationella naturvårdsunionen IUCN arten som livskraftig (LC). Världspopulationen har inte uppskattats men den beskrivs som mycket vanlig i vissa områden, bland annat Hong Kong.